# Aneilema tanaense
Aneilema tanaense är en himmelsblomsväxtart som beskrevs av Robert Bruce Faden. Aneilema tanaense ingår i släktet Aneilema och familjen himmelsblomsväxter. Inga underarter finns listade.